# Juan Zorrilla de San Martín
Juan Zorilla de San Martin (né en 1855 à Montevideo - mort en 1931) est un des poètes uruguayens les plus connus. Il décrit à travers son œuvre l'histoire de son pays et les héros nationaux. 
Son chef-d'œuvre est Tabaré (1886) qui appartient à la tradition du romantisme américain. Il est considéré comme son poème épique le plus réussi. Il traite du destin des Indiens charruas, finalement vaincus et exterminés par les envahisseurs espagnols. 
Il a écrit également La leyenda patria, La epopeya de Artigas, El Libro de Ruth. 
Proche du christianisme social, il participa aussi à la fondation de l'Union civique de l'Uruguay au début du XXe siècle.